# NOT LIVES -ノットライヴス-
『NOT LIVES -ノットライヴス-』は、烏丸渡による日本の漫画作品。月刊コミック電撃大王2011年8月号から2016年12月号まで連載された。

## あらすじ
ゲームを自ら作成するほどゲーム好きな高校生、三神シゲルは「誰もみたことがないゲーム」を作ることを夢に見ていた。
ある日、ゲーム作成資料の購入の帰りに電車でゲームの入った紙袋を落としてしまい、中身を散乱させてしまう。そして帰宅後、家で購入した物をチェックしていると、見知らぬディスクが紛れていることに気づく、そのディスクに触れた瞬間、シゲルは見知らぬ少女の中に転送され、ゲーム「NOT ALIVE」へと参加することになる。

## 登場人物

### 主要人物
三神 シゲル（みかみ シゲル）
本作の主人公。174センチメートル。C組所属。プレイヤーネームは「NOT LIVES」。
プレイするのもゲーム、攻略するのもゲーム、作るのもゲームと重度のゲーム好きな少年。
夢は誰もが体験したことのない究極のゲームを作ること。資金集めのために、作ったゲームをゲーム会社に提供している。
ゲーム作成資料を電車内で落としてしまった際に、鏡花のディスクを拾ってしまい、偶然にもプレイヤーとなった。それから「NOT ALIVE」に参加することとなった。
プレイヤーネームはデフォルトの「NEW PLAYER」を使用していたが、ラストバトルを機に「NOT LIVES」に変更した。
分析力・対応力が非常に高いが、分析に時間がかかり対戦では後手に回ることが多い。イベント戦では誰1人として気付くことのできなかった勝利条件を見つけMVPとなる。
「MAZE」に敗北するも突如起こったバグによって「MAZE」を倒して生き残った。それにより、ブラック・トレードに目を付けられて当時「NEW PLAYER」と名乗っていた者達と共に拉致監禁される。数日間監禁されていたが、「NOT ALIVE」のメンテ明けに「皇帝紳士」との勝負を強制されるが同時刻に開始されたイベント戦に入ることで一時だが難を逃れる。開始されたイベント戦で突如前回とは違うバグが発生して、GMコマンドを使用できる状況におかれてしまい、GMが去ってイベントマスターが出現するまでの間に「皇帝紳士」をイベントに強制ログインさせた。
それに伴い、強制ログインさせた「皇帝紳士」の座標までエリアが拡張されてしまい関東一帯が戦闘エリアと化した。
天宮 鏡花（あまみや きょうか）
本作のヒロイン。150センチメートル。C組所属。シゲルのアバター。アバタータグの場所は額。
感情をあまり表に出さない少女。小柄な見た目だが身体能力が非常に高く、中学時代は水泳部のエースだった。低い身長や貧乳を気にしており、牛乳を飲もうかと悩む一面もある。あらゆるジャンルのゲームが得意であり、シゲルを完膚なきまでにボコボコにした。料理が下手で包丁で盛大に左手の指を切る、作ったオムライスにモザイクがかかるなど常軌を逸する腕前。。
シゲルとは違う学校に通っていたが転校してきた。制服は前の学校の物を使用しており、予備を何着も購入している。
電車内で「NOT ALIVE」のディスクを落とし、偶然それを拾ったシゲルのアバターとなる。
シゲルと出会ってからは歳相応の表情や弟想いの一面を見せ始めており、水月の病気を治すことを願ってゲームクリアを目指している。
ラストバトル終了後に自分が「運命のアルゴリズム」によって雪夜と月花に願われて創られた存在であることを思い出した。
アタックスキルは「近距離 斬撃型」の双剣「ホワイトラプター」。
シロウ・ミズヒラ
紅音の現在のプレイヤー。インターネット事業世界最大手サイドウェル・ジャパンのCEO。後にブラック・トレードに対して出資していたことが判明するが、あくまで「クリア報酬が見たいだけ」の好奇心によるもの。
有馬 紅音（ありま あかね）
長い黒髪の飄々とした少女。
「NOT ALIVE」の唯一のクリア者である、プレイヤーネーム「Astaroth」の元アバター。
シゲルに興味を抱いており、たびたびシゲルに抱きついたりとスキンシップをとっている。
ゲーム唯一のクリア者のアバターであり、ゲームから解放されたはずだが2周目現在、既にアバターと化している。
2周目でプレイヤーとして参加していた際にブラック・トレードに声をかけられ参加していたが、袂を別ち脱退している。マックスを負かしたが、のちにアバターとなったマックスに敗れて自身もアバターとなる。
アタックスキルは「近距離 斬撃型」の大鎌「エンカウンター」。
天宮 雪夜（あまみや ゆきや）
鏡花と水月の実父。プレイヤーネームは「Astaroth（アスタロト）」。「NOT ALIVE」唯一のクリア者で過去2度クリアしている。
妻の月花の亡くなった日（水月の生まれた日）の1週間後に突如失踪し、以後再び「NOT ALIVE」に参加してゲームに没頭する。
目的はゲームそのものを終わらせること。
2度目のラストバトルクリア後、ブラックトレードの襲撃を受け、不本意ながら「運命のアルゴリズム」を使用し、自身を不死の存在とした。アルゴリズムの影響により過去の最も健康的な状態で固定されたため、実年齢より若返っている。
1回目のクリア報酬で「自分と月花の子供を」、2回目のクリア報酬で「自身をGMにする」ことを願っている。
ラストバトル終了後、「隔離空間」にてGMに鏡花と共に「運命のアルゴリズム」を用いて消去されそうになるも、矢の形に変化した2つのアルゴリズムを奪い、翼と槍に変化させて、逆に鏡花と共にGMを消去している。だが、GMが残った右手で翼に変化したアルゴリズムを奪い返して雪夜だけを貫いた。鏡花に「巻き込んで本当にごめん」と言い残して消去される。
近衛 真咲（このえ まさき）
プレイヤーネーム「Mariko（マリコ）」の元アバター。現「Astaroth」のアバター。
伊達眼鏡をかけた長髪の女性。老人語のような言葉を好んで使っている様子がうかがえる。
ラストバトルにて皇帝紳士のコンビネーションに勝てないと判断して、自身の思考や感情といったもの全てを排除してアスタロトが全力で戦えるようにした。
アタックスキルはパイルバンカーを装備した、最強の格闘能力を誇るパワードスーツ「カラテガイン」。

### NOT ALIVE 参加者
狙井 愛（ねらい あい）
プレイヤーネーム「LOVE&STAR」の元プレイヤー。シゲルの初戦相手で、敗北後アバターとなる。武器はテニスラケット状のチェーンソー。
シャッフル戦で、最後に幼い男の子とペアになり、MVPを獲得する。
ショーコ
プレイヤーネーム「LOVE&STAR」のアバター。チアリーダーの格好をした少女。チア部員。
初心者狩りをしており、シゲル達の初戦相手。
「NOT ALIVE」が実際の人殺しのゲームであることを利用して、それに躊躇した相手を倒す戦法をとっていた。
シゲル達に敗れて消去された。
アタックスキルは「中距離 打撃型」の両腕に装備した棘の付いた鎖付き鉄球。
狩野 一狼（かのう いちろう）
プレイヤーネーム「P.Y.N」のプレイヤー。弦美の兄。とても妹想いで、彼女の脚を治すために戦う。
スキル「バルーン」をプライベート化しており、チンピラ3人に絡まれたときに使用して結果的に1人殺している。
シゲル達に敗れアバターとなる。
以降は#ブラック・トレードを参照。
狩野 弦美（かのう いとみ）
プレイヤーネーム「P.Y.N」のアバター。
車椅子に座った少女で一狼の妹。D組所属。中学生のときの事故で足が不自由になり、車椅子で生活している。美術部員。
車椅子での生活のため、なかなか友達が作れず友達を作ることを目標にしていた。転校してきた鏡花に体操服を貸すなど、友達になりたがっていた。
シゲル達に敗れて消去される。
足が不自由なため、バトル中はスキル「バルーン」で浮いて移動する。
アタックスキルは「射撃型」のボウガン。スキル「ホーミング」と組み合わせて相手を追い詰める。
稲葉 雪路（いなば ゆきじ）
夏美のプレイヤー。プレイヤーネームは不明。ウサギのヘッドホンをつけた少女。一人称は「ウチ」。
反応速度・観察力共に優れているが、イベント初戦では囮として扱われるなど、重要な所が見抜けていない。
五輪 夏美（ごりん なつみ）
日焼けしたボブカットの少女。アバタータグの場所は左の二の腕。
イベント初戦においてイベントマスターにより、ゲームオーバー寸前の状況に陥るが、雪路の機転により窮地を脱する。
イベントマスターから逃走中にシゲル達がゲームをクリアしたことによって、参加者の中で3人目のクリア者となる。
それからというもの次のイベント戦でも再会する。
アタックスキルは「貫撃型」の長槍「次元槍以下略」。

### イベント戦参加者
シゲル達が初めて行ったイベント戦。後述の参加者はプレイヤーネームではなく、その場だけの通称。
メガネ少女
忍者のような格好をした眼鏡を掛けた少女。
開始早々にイベントマスターに攻撃してマネキンによって殺された。
アタックスキルは忍者刀のアヤタカマル。
ラッシュ
スキンヘッドの男。関西弁で喋る。
エキサイトとクラッキィと組み、イベントマスターへ攻撃しようとしたがクラッキィに裏切られて殺される。
アタックスキルは金属の右手。
ドラゴンキング
アイマスクを付けた少女。名前が長いためドラキンと略される。
メガネ少女が生きていたと思い込み、イベントマスターに操られたメガネ少女に殺される。
アタックスキルは柄の長い錫杖。
ゴースト
ガスマスクを付けた青年。05のイベントマスターに過去遭遇している。そのため、打開策を考えていたが協力を仰いだ紅音に攻撃されて負傷する。
05のイベントマスターの頭突きによって殺される。
エキサイト
ヘルメットを被っている青年。
イベントマスターに死角があるかの確認で後頭部にボールを投げた。
アタックスキルは自身の体に巻き付けた鎖。
クラッキィ
マスコットキャラの着ぐるみを着た少女。
イベントマスターごとラッシュを後ろから攻撃して殺した。
復活したイベントマスターによって殺される。
アタックスキルはガトリングガン。

### ブラック・トレード
清田とその代理人であるマックスとパックスを筆頭とした、「NOT ALIVE」プレイヤーの集団。バトルに勝ち、クリアを目指すプレイヤー達とは違って金を用いてゲームクリアを目指している。作中では1ポイント当たり約1000円でポイントの買取を行っている。
清田（きよた）
ブラック・トレードの主宰でもあり資金提供者でもある。肥満体形の男性。ブラック・トレードへ数億円の資金提供をしていることから相当な権力者または富豪であると思われる。
彼自身はアバターを持たないノンプレイヤーであり、実質的な運営などはマックスとパックスに一任している。
パックス・マテライト
プレイヤーネーム「Kaiser.G（カイザー・ジー）」のプレイヤー。マックスとは双子であり、容姿は瓜二つ。左目の下にホクロがある。
マックスとあわせて「皇帝紳士」の異名を持つ。
マックス・マテライト
プレイヤーネーム「Kaiser.G」のアバター。右目の下にホクロがある。かつて有馬に負けたことでアバターとなっており、アバターとなってからプレイヤーであった有馬を負かして彼女をアバターにしている。
アタックスキルは人工衛星からレーザーを放つ「皇帝の親指（サムズダウン）」。攻撃範囲があまりに広域のため、近距離に接近された場合は自身を巻き込む恐れがあり使用することができない。またそれによるフィールド破損のデストロイペナルティも多く、通常は多用することはできない。。掌から攻撃無効化フィールドを展開することもできる。。
高橋（たかはし）
ブラック・トレードと繋がる警察官。「NOT ALIVE」のプレイヤー。シゲルたちに敗れた一狼に接触して、遊と組ませた。
マルガリータ・N・パジトノフ
プレイヤーネーム「STRATOS（ストラトス）」のプレイヤー。「鉄壁」の異名を持つ。
ブラックトレードのラストバトル現候補。アニメやコスプレが好きな東欧系少女。
ラストバトルにはチャイナドレスで参加している。
「運命のアルゴリズム」を手に入れたあかつきには、「二次元世界の住人」となる夢を叶えるつもりでいる。
ラストバトルではマスタースキル「ワールドエンド」を使用してフィールドを自分達に有利な地形へと変化させる。
アザミウマタマゴハチ
プレイヤーネーム「STRATOS」のアバター。
ブラックトレードの『人間以外にもゲームに参加する権利を与えられるか』という実験の中の『どのサイズの生物まで可能か』という研究によって生まれた昆虫アバター。体長は僅か0.18ミリであり、視認が困難であるため今までダメージを受けたことがなく、ゆえに「鉄壁」。
最後は鏡花によって指で潰される。
アタックスキルは生物に時限式の種を植え付けて支配する「イースターエッグ」。
四十万 狸狐(しじま りこ)
プレイヤーネーム「Mariko（マリコ）」のプレイヤー。「破壊王」の異名を持つ大柄な女性。
イベントバトルのシャッフル戦において自身のアバター「近衛 真咲」をアスタロトに奪取される。
組肴 メイ（くみざかな メイ）
プレイヤーネーム「MAZE（メイズ）」のプレイヤー。「旋律」の異名を持つ、眼帯をした少女。
ブラック・トレードの非道な実験によって生み出された、芽衣の別の人格。多重人格総合体「めいズ」を名乗る。
組肴 芽衣（くみざかな めい）
「MAZE」のアバター。自身の肉体をアバターとするため、その性能を最大限に引き出せる上、プレイヤーとアバターを任意で切り換えることができ、戦闘で活用する。
自身のホーム以外では戦わない。
武器は「打撃型」の槍状の音叉で、水中戦を得意とする。
波佐見 遊（はさみ ゆう）
高橋がスカウトしたプレイヤー。プレイヤーネームは不明。
沢山の鋏を持ち歩く、頭脳明晰な女子小学生。母親から虐待を受けていた。母親と付き合っていた男を鋏で刺して家を飛び出している。
イベントバトル、シャッフル戦においてアスタロトと交戦するMarikoの援護に向かうが、Astarothに一歩及ばず敗北する。
5年後では、髪型をポニーテールにしている。
狩野 一狼（かのう いちろう）
遊のアバター。
シゲルに破れアバターとなった後、高橋により遊と組まされる。
アスタロトとの戦いで、遊の張った罠を逆手に取られ、弓矢による跳弾で腹部を射抜かれて致命傷を与えられる。残った時間で遊に家に帰って、今なら自身のトラウマを克服できると説得した。
アタックスキルは細い突剣「ドットスティング」。スキル「リプレイ」と組み合わせることで真価が発揮される。

### NOT ALIVE 運営
ゲームマスター
「NOT ALIVE」の全てを管理しているゲームマスター。
チュートリアル戦のルール説明、イベント戦のマスター決定、イベント戦後のMVP決定以外にプレイヤー達の前に出てくることはあまりない。あまりにもプレイヤー達の前に出ることがないためキャラが一定していないと自ら言っている。
イベントマスター02 偽王 ロードオブイミテイション
5人のイベントマスターの1人。ダイスの目は「玉座の目（ザ・スローン）」。マスタースキルは「シャッフル」。
イベントマスター05 傀儡の女王 クイーン・ヘッド
5人のイベントマスターの1人。その名の通り、頭部のみ。ダイスの目は「王冠の目（ザ・クラウン）」。マスタースキルは「テリトリー」。
本体は矢印の形をしたマーカーであり、周囲の物体を操作して姿を変化させることができる。

### その他の人物
忍原 いつき（おしはら いつき）
シゲルの幼馴染である世話焼きな少女。C組所属。クラス委員長。
シゲルのことが好きであり、シゲルと鏡花の関係を気にしている。
獅門（しもん）
シゲル達の通う高校の教師。眼鏡を掛けた女性。美術部顧問。
生徒からは「シモンちゃん」と呼ばれからかわれている。厳しくも真面目な人物。
天宮 水月（あまみや みづき）
鏡花の弟。小学生。生まれつき体が弱く、たびたび入院している。シゲルを鏡花の彼氏だと思っている。
自分のせいで鏡花が部活や友達と遊んだりせずに帰ってくることを気にしている。
5年後では、「運命のアルゴリズム」で病気は治っており、シゲルによって「NOT ALIVE」にアクセスすることで意図的にバグを発生させて鏡花を救いだした。
天宮 月花（あまみや つきか）
鏡花と水月の実母。既に亡くなっている。
子供を欲しいと思いつつも、遺伝性の難病に冒されており、子供を産むことは難しいと医師に宣告されていた。雪夜が「NOT ALIVE」をクリアして手に入れた「運命のアルゴリズム」を用いて雪夜との子供を願っている。
そうして生み出された鏡花と3人で暮らしていたが、鏡花の人間離れした能力を見ているうちに違和感を覚えていき、雪夜との本当の子供を望むようになった。そうして水月を産んでから亡くなった。

## 用語
NOT ALIVE
作製者・システムなど、ほぼ全てが謎に包まれているゲーム。プレイヤーがアバターを操作しスキルを駆使して互いに戦闘を行う。どちらかが戦闘不能になった場合、ゲームオーバーとなりアバターは消去（デリート）される。
敗北したプレイヤーは自身が新たなアバターとなり敗北から15日以内に新しいプレイヤーを見つけないといけない。15日以内にプレイヤーを見つけられなかった場合、アバター同様消去される。
対戦エリアで起きたことは実際の世界にも影響が起きる（例えばゲーム中エリアの窓が割られた場合、現実世界でも同じ場所で窓が割れる）。
確認されている対戦モードはノーマル戦（1対1）・トライアングル戦（1対1対1）・スクエア戦（2対2）。
ルール
1.マッチングはプレイヤーの端末によって行われる。範囲は自身のアバターを中心とした半径1km。
2.対戦エリアは両アバターの初期位置（平面座標）を元に設定される（高さのエリア制限はない）。
3.仕掛けられた側が対戦を拒否、または仕掛けた側が対戦を取り消す場合、ペナルティとして相手に自身のポイントの半分を支払わなければならない（拒否は1000P以上所持している場合のみ可能）。
4.15日以内に対戦が行われなかった場合、ペナルティとして自身のポイントが減少する。
5.バトルに勝利してもペナルティによって自身のポイントがマイナスになる場合、双方ゲームオーバーとなる。
6.バトル中プレイヤー本体が倒された場合、その時点でゲーム終了、倒されたプレイヤーはゲームオーバーとなる。
トライアングル戦ルール
1.1名が戦闘不能になった時点でゲーム終了となる。但し2人同時に倒された場合、2人共敗北（消去）となる。
アバター
プレイヤーの操作するキャラクター。ゲーム中の運動性能などは現実での能力に比例する。
戦闘中に受けたダメージはプレイヤー・アバター双方に伝わり、アバターが気絶した場合はプレイヤーの視界が封じられる。
ゲーム中のアバターの主導権の大部分はプレイヤー側にあり、視界・一部スキル使用（サーチ等）の主導権はアバター側にある。
アバターはNOT ALIVEの所有物であり、ゲーム外では死ぬことは無い。ゲーム中に負った傷のみならずゲーム外で負った傷も少しずつ回復する。
また身体のどこかにアバタータグ（紋章）が刻まれている。
スキル
アバターの使用できる物としては基本スキル、ショップスキル、イベントスキルの3種類が存在する。
基本スキルはアタックスキルと索敵スキル「サーチ」。
ショップスキルはNOT ALIVEのWEBサイトから保有ポイントを支払うことで購入することができる。ポイントを払い、プライベート化することで現実世界でスキルを使用することが可能になる。
ショップスキルは1度使用すれば消滅し再購入が必要になるが、基本スキル・イベントスキルについては使用しても消滅することはない。
アタックスキル
アバターにランダムに与えられる武器装備スキル。変更は不可能。使用しても消滅することは無く、使用制限なども無い。アバターから一定距離離れた武器は消滅する。
種類は斬撃型（スラッシュ）、打撃型（ストライク）、貫撃型（スタブ）、射撃型（ショット）の4種、更に近距離・中距離・遠距離に分類される。
ショップスキル
ポイントで購入できるスキル。
シールド
防御のスキル。周囲に障壁を展開する。
ミラージュ
分身を生み出すスキル。生み出した分身はプレイヤーによって操作が可能。アバターから一定距離離れると操作ができなくなる。販売ポイントは900。
バルーン
物体を浮かばせるスキル。物体の受ける重力を減少させる。自身のアバターも効果対象。
ホーミング
マーキングを付けた対象を追尾するスキル。射撃専用のスキルである。
ヒール
傷を治すスキル。
リカバリー
ヒールの上位のスキル。千切れた手足も一瞬で元通りにできる。販売ポイントは3000。
コスチュームチェンジ
着ている衣装を変えるスキル。プレイヤーの想像によって思い通りの衣装へと変化させることができる。通常対戦で自身のスキルなどを悟られないように、イベント戦ではこのスキルで変装する。販売ポイントは100。
フレア
花火を打ち上げるスキル。当たってもダメージを負わない。
チャージ
射撃武器の攻撃力を増加させるスキル。
チェンジ
自身と対象の位置を変えるスキル。脱出などに用いる。
ブースト
高速移動のスキル。身体能力では追い付けない速度で疾走する。
ハイド
自身の気配を遮断するスキル。発動中は姿が見えなくなる。
マグネット
自身と対象を磁石のようにするスキル。引力と斥力を使い分けることが可能。ショップでは少し高め。
エコー
振動によって相手を行動不能にするスキル。相手の脳に直接働き掛ける。水中では効果が増す。
リプレイ
攻撃を再生するスキル。事前に攻撃を記録しておき、スキルの発動に伴って攻撃だけ再生される。スキルによるインターバルは無い。
イベントスキル
イベント戦でMVPを取った者に与えられるスキル。
ルーム
一定空間を自由に出入りできるスキル。現実のプレイヤーとアバター両方が入れる。この中ではショップで購入できるスキルがポイントの消費がなく使用可能。
スイッチ
詳細は不明。
マスタースキル
その名の通り、ゲームマスターとイベントマスターにしか扱えないスキル。
リベリオン
剣の目（ザ・ソード）のイベントマスターの保有スキル。刀剣を無限に生成することができる。
テリトリー
王冠の目（ザ・クラウン）のイベントマスターの保有スキル。
効果はエリア内の物体を遠隔操作することができる。但し既に別の者によって支配されている物に対してはほとんど効果が無い。
ガベル
裁きの目（ザ・ジャッジメント）のイベントマスターの保有スキル。
効果は自身が受けた攻撃をエネルギーへ変換・蓄積し、射程圏内の相手に時空を超えた不可避の攻撃として返すカウンタースキル。エネルギーへの変換は常時行われるがカウンター発動には数秒間自身が攻撃可能な状態である必要がある。
シャッフル
玉座の目（ザ・スローン）のイベントマスターの保有スキル。
効果はエリア内のプレイヤーのアバターの入れ替え。入れ替えは完全なランダムではなく法則があり、2組同士のプレイヤーとアバターを入れ替える単純なもの。別のアバターの身体に直接触れることで入れ替わる。
ワールドエンド
要塞の目（ザ・フォートレス）のイベントマスターの保有スキル。
効果は戦闘フィールドの強制切替。フィールドが切り替わる際にはブラックホールのような物に吸い込まれる形で移動する。前のフィールドの物は何であれ、持ち込むことができない。
イベント戦
2勝したプレイヤー達が強制参加することになる大人数戦。イベント戦当日ゲームマスターによって5人のイベントマスターから1人が選ばれゲームルールが設定される。
イベント戦ではMVP枠があり、MVPになったプレイヤーはイベントスキルを取得することができる。ゲーム中に死亡した場合、敗北扱いとなり通常対戦同様、アバターは消去される。
イベントマスター
イベント戦のみを統括しているゲームマスター。全5名（内1名はゲームマスターが兼任している）。それぞれ別のマスタースキルを保有している。
ディスコード・モーション
MAZEの使用するプレイヤーとアバターを任意で切り替える技。
バグ
プレイヤーとアバターにGM権限が行使できる状態のこと。プレイヤーはGMコマンドを使用できるキーボードと、閲覧できるウィンドウが表示される。
ラストバトル
NOT ALIVEのクリアバトル。NOT ALIVEの歴史上クリア者は1人しかいない。
ライセンス購入者4名が揃わなければ始めることができなく、誰か1人でも購入すればその瞬間に全プレイヤーに告知される。ライセンスはイベント戦を2回勝利することで購入が可能になり、購入には10万ポイントが必要になっている。
クリア報酬はあらゆる事象を一度だけ自由に書き換えることができる、「運命のアルゴリズム」。
ラストバトルルール
時間無制限のバトルロイヤルで、通常戦・イベント戦とは異なるルールが適用される。
1.アタックスキル・サーチスキル以外のスキルの封印（使用不可）。
2.バトル中、参加プレイヤー4名に対しそれぞれマスタースキルの内1つが付与される。

## 単行本
1. 2012年1月27日発売 ISBN 978-4-04-886282-0
2. 2012年7月27日発売 ISBN 978-4-04-886846-4
3. 2012年4月9日発売 ISBN 978-4-04-891455-0
4. 2013年9月27日発売 ISBN 978-4-04-891939-5
5. 2014年4月26日発売 ISBN 978-4-04-866463-9
6. 2014年8月27日発売 ISBN 978-4-04-866846-0
7. 2015年1月27日発売 ISBN 978-4-04-869134-5
8. 2015年8月27日発売 ISBN 978-4-04-865291-9
9. 2016年2月27日発売 ISBN 978-4-04-865717-4
10. 2016年12月17日発売 ISBN 978-4-04-892293-7